# 2022년 동계 올림픽 개막식
2022년 동계 올림픽 개막식(2022年 冬季 올림픽 開幕式)은 2022년 2월 4일 중화인민공화국 베이징 국가체육장에서 열렸다. 올림픽 헌장에 따라 환영사, 국기 게양, 선수 퍼레이드 등 국제 스포츠 행사의 공식적이고 공식적인 개막식이 개최국의 겨울 문화와 현대사를 보여주는 예술적인 볼거리와 결합될 것으로 기대된다. 올림픽은 중국 공산당 총서기이자 중화인민공화국의 국가주석인 시진핑에 의해 공식적으로 개막되었다.
개막식은 영화 감독이자 제작자인 장이머우가 감독했는데, 그는 이전에 중국의 첫 올림픽 개최였던 2008년 하계 올림픽의 개막식과 폐막식을 감독한 바 있다.

## 테마와 컨셉
개막식의 주제는 다음과 같다.
- 세계 평화를 향한 중국의 갈망과 의지
- 올림픽 표어 "더 빠르고, 더 높고, 더 강하다 - 함께"
- 베이징 동계 올림픽 슬로건 "공유된 미래를 위해 함께"[5]

## 준비 사항
새 둥지 행사 준비 및 공연 무대가 지난 10월 마무리됐다. 본격적인 드레스 리허설은 2022년 1월 22일에 열렸으며, 약 4,000명의 참가자가 참여했다. 나머지 3개의 리허설은 2022년 1월 27일, 2022년 1월 28일, 2022년 2월 2일에 각각 열린다.

## 같이 보기
- 2022년 동계 올림픽